# Fissiscapus attercop
Fissiscapus attercop är en spindelart som beskrevs av Miller 2007. Fissiscapus attercop ingår i släktet Fissiscapus och familjen täckvävarspindlar.
Artens utbredningsområde är Ecuador. Inga underarter finns listade i Catalogue of Life.